# Haemophilus seminalis
Espèce
Haemophilus seminalis est une espèce de bactéries à Gram négatif de la famille des Pasteurellaceae dans le phylum des Pseudomonadota. Ces bactéries ont été isolées dans du liquide séminal humain.

## Historique
En juillet 2018 puis en février 2019, deux souches suspectées d'être des Neisseria gonorrhoeae sur la base des caractéristiques biochimiques sont isolées sur gélose chocolat à partir de prélèvements de liquide séminal humain. Elles se sont révélées être des Haemophilus non identifiées au niveau de l'espèce . Ce n'est qu'après des études de taxonomie polyphasiques que ces souches ont pu être caractérisées comme appartenant à une nouvelle espèce nommée Haemophilus seminalis.

## Description
Les bactéries de cette espèce sont des bacilles pléomorphes ou des coccobacilles gram négatifs et non mobiles. Ce sont des bactéries dont la taille est de 0,4 µm à 0,8 µm de diamètre pour une longueur entre 0,6 µm et 1,8 μm. La croissance de ces bactéries est possible entre 27 et 40 °C avec une croissance optimale entre 32 et 37 °C et en présence de CO2 et de Facteur V. La présence de Facteur X n'est pas nécessaire à la croissance. Ces bactéries ont une bonne croissance sur gélose chocolat 2 Haemophilus ou gélose chocolat supplémentée en PolyVitex mais pas sur gélose sang Columbia, gélose BHI, gélose CHAB, gélose MH ou milieu liquide lysogénique. Les colonies sont lisses, convexes grisâtres et translucides sur milieu gélose chocolat 2 Haemophilus. 
Les nitrates sont réduits en nitrites et ces bactéries sont capables de fermenter le D-glucose et le sucrose. La polyamine majoritaire est la Cadavérine. Les lipides polaires majoritaires sont les Phosphatidyléthanolamine et Phosphatidylglycérol. Les acides gras majoritaires contiennent le C16:0 et le C14:0. Le contenu en bases nucléiques G+C est de 38,2 %.

## Taxonomie
Le nom correct complet (avec auteur) de ce taxon est Haemophilus seminalis Zheng et al. 2020. Ce nom est effectivement validé par le Comité international de systématique des procaryotes la même année que la description de l'espèce.

### Étymologie
L'étymologie de l'épithète spécifique de cette espèce H. seminalis est la suivante : se.mi.na’lis. L. masc./fem. adj. seminalis, appartenant au prélèvement de sperme humain où a été isolé la bactérie.